# エミール・ブレットシュナイダー
エミール・ブレットシュナイダー（Emil Bretschneider、1833年7月4日（ユリウス暦:6月22日 -　1901年5月12日（5月12日））は、バルト・ドイツ人の中国学者である。ロシア帝国の外交団の医師として北京などで働き、中国の歴史に関する著作を行った。

## 略歴
現在はラトビアのSaldus novads、（当時はBankaushof）に生まれた。エストニアのドルパート大学で医学を学んだ。1862年から1865年の間、テヘランのロシア公使館の医師として働いた後、北京のロシア公使館の医師として働いた。1866年に出版されたヘンリー・ユールの著書『中国および中国への道』（"Cathay and the Way Thither"）を読んで中国学に興味を持った。北京にいる間にロシアの初期の中国研究者でロシア正教の修道院長、パルラディ・カファロフと知り合い、ロシアの教会伝道組織が集めた中国の歴史や地理や本草学の膨大な書籍のコレクションを閲覧することができた。それまでのヨーロッパにおける中国研究が直接、中国の原著を研究することが少なかったのに対して、ブレットシュナイダーは特に本草書や地理学の中国の書籍を一次資料とする研究を始めた。
1870年に最初の中国に関する著作、"Fusang- Who discovered America ?"を出版し、 "On the Knowledge Possessed by the Chinese of the Arabs and Arabian Colonies Mentioned in Chinese Books"をロンドンで出版した。1875年に上海で"Notes on Chinese medieval travellers to the West"を出版し、1881年に"Early European researches into the flora of China"を出版した。植物学史における先駆的な書籍である。
1888年の著書、"Mediaeval researches from Eastern Asiatic Sources : fragments towards the knowledge of the geography and history of Central and Western Asia from the 13th to the 17th century"を出版し、その中で12世紀の耶律楚材や丘長春の旅行記の英訳を行った。
植物学の分野でも1880年から北京に近い山麓に栽培園をつくり、乾燥標本をイギリスのキューガーデンに送った。植物学に関する著書には"On the Study and Value of Chinese Botanical Works" (1870)、 "Early European Researches into the Flora of China" (1881)、 "Botanicum Sinicum" (1882)などがあり、全2巻の『中国におけるヨーロッパ人の植物発見史』（"History of European Botanical Studies in China"）もある。1878年フランス文学院よりスタニスラス・ジュリアン賞を受賞。